# Joseph Pholien
Joseph Clovis Louis Marie Emmanuel Pholien (28. prosince 1884 – 4. ledna 1968) byl belgický křesťanskodemokratický politik a právník, představitel dnes již zaniklé belgické Křesťansko-sociální strany (Christelijke Volkspartij – Parti Social Chrétien). Byl premiérem Belgie v letech 1950–1952. V letech 1938–1939 a roku 1952 byl ministrem spravedlnosti. V letech 1936–1961 byl senátorem. Roku 1966 získal čestný titul státní ministr (minister van Staat, ministre d'État).